# Єхезкель Абрамський
Єхезкель Абрамський (івр. יחזקאל אברמסקי; 7 лютого 1886nbsp;— 19 вересня 1976) — видатний литвацький ортодоксальний рабин і вчений, очолював рабинський суд Лондона спродовж 17 років, у 1951 році емігрував до Ізраїлю.

## Рабинат і стипендія
Єхезкель Абрамський народився в Дашковичах, Гродненська губернія, Російська імперія (на території сучасної Білорусі), був третьою дитиною і старшим сином Мордехая Залмана Абрамського, місцевого торговця лісом, і його дружини Фрейдель Голдін з Гродно. Його батьки були глибоко релігійними, але в селі не вистачало євреїв, щоб підтримувати молитовну службу, тому Єхезкель навчався вдома, перш ніж перейти до навчання в єшивах Тельше, Миру, Слабодки та Бриска під керівництвом рабина Хаїма Соловейчика. У 17 років він став рабином, обслуговуючи по черзі громади Смолян, Смолевичів і Слуцька.
Після російської революції він був в авангарді опозиції до спроб комуністичного уряду придушити єврейську релігію та культуру. Протягом цього часу він служив рабином Слуцька та Смоленська. У 1926 році, будучи рабином Слуцька, він приєднався (разом з рабином Шломо Йосефом Зевіним) до комітету рабинів СРСР.
В 1928 році отримав запрошення очолити рабинат Петах-Тікви в Палестині, але Радянський уряд відмовив Абрамському в дозволі залишити СРСР.
У 1928 році він відновив журнал на івриті «Яґділь Тора» (івр. יגדיל תורה «Звелич Тору»), але радянська влада закрила його після появи перших двох номерів. У 1929 році він був заарештований і засуджений до п'яти років каторжних робіт у Сибіру, де він, як кажуть, складав талмудичні коментарі на напівпрозорому сигаретному папері. Однак у 1931 році він був звільнений через втручання німецького уряду під керівництвом канцлера Брюнінга, який обміняв його на шістьох комуністів.

## Лондонський рабинський суд
Він прибув до Лондона наприкінці 1931 року, де був призначений рабином громади Махзікей га-даат в лондонському Іст-Енді. У 1934 році головний рабин Йозеф Герц переконав його стати суддею лондонського рабинського суду, і він обіймав цю посаду, поки не пішов на пенсію в Єрусалим у 1951 році. Призначення східноєвропейського рабина до рабинського суду було відступом для Об'єднаної синагоги та започаткувало традицію, яка продовжується до сьогодні. Престиж лондонського суду як світового галахічного авторитету значно підвищився завдяки призначенню рабина Абрамського його головою.
Після своєї відставки з лондонського Бет-Діна він оселився в Єрусалимі. Живучи там, він також очолював єшиву в місті Бней-Брак.
Рабин Абрамський помер в Єрусалимі 19 вересня 1976 року (24 елула 5736). Він був похований на цвинтарі Гар Га-Менухот.

### Нащадки
Він мав чотирьох синів, включаючи професора Шімона Абрамського, і був дідом професора Самсона Абрамського та Дженні Абрамскі.

## Нагороди
- У 1956 році рабин Абрамський був удостоєний премії Ізраїлю за рабинську літературу[19].

## Праці
- Хазон Єхезкель («Бачення Єхезкеля»), 24-томний коментар до Тосефти (на основі Віденського кодексу). Коментар, написаний між 1925 і 1975 роками, високо оцінений як рабинами, так і науковцями[4][7][20].